# یرون مایرس
یرون مایرس (هلندی: Jeroen Meijers؛ زادهٔ ۱۲ ژانویهٔ ۱۹۹۳ ‏(۳۲ سال)) دوچرخه‌سوار اهل هلند است.
از باشگاه‌هایی که در آن رکاب زده‌است می‌توان به تیم دوچرخه‌سواری رابوبانک دولوپمنت و تیم دوچرخه‌سواری رومپوت–ندرلانسه لوتری اشاره کرد.